# Коронація в Швеції

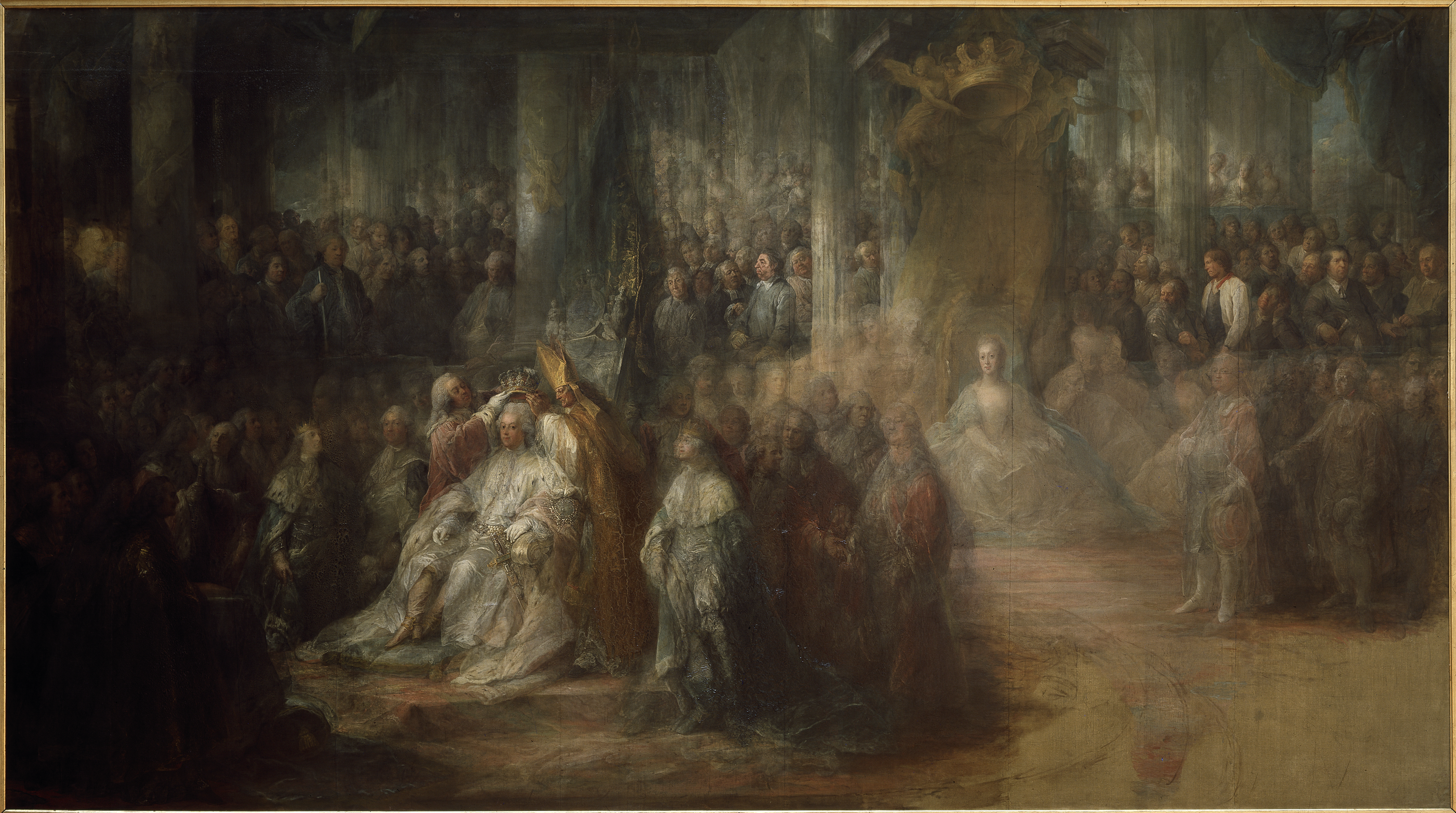
Коронація Густава III, 1772 р.

Коронація шведських королів (швед.: kröningen av kungen av Sverige) — урочиста церемонія, яка супроводжувала вступ на престол нового короля та королеви Швеції. Коронація була державно-релігійним актом, під час якого новий король Швеції був помазаний і коронований. Переважно його дружина також була коронована після коронації короля.
Церемонію коронації здійснив архієпископ Уппсали. Коронації шведських монархів відбувались у різних містах протягом 13-14 століть, але з середини 15 століття в Кафедральному соборі в Уппсалі, пізніше в Соборі св. Миколи в Стокгольмі.
До введення в Швеції спадкової монархії, обряд коронації був важливою складовою інтронізації, що підтверджував легітимність новообраного монарха. З 1873 р. церемонія коронації нового короля в Швеції не проводиться.

## Історія
Першим відомим королем Швеції, якого було короновано, є Сверкер II. 1200 року в місті Лінчепінг його коронував архієпископ Уппсальський Олов Ламбатунга. 1205 року Ерік X зробив спробу захопити трон, але зіткнувся зі спротивом церкви. У 1209 році Папа Римський Іннокентій III своєю буллою наказав не визнавати Еріка шведським королем. Лише 1210 році, коли Сверкер II загинув, Еріку відкрився шлях до трону. У листопаді 1210 році Еріка Кнутсона коронував архієпископ Уппсальський Валеріус. 

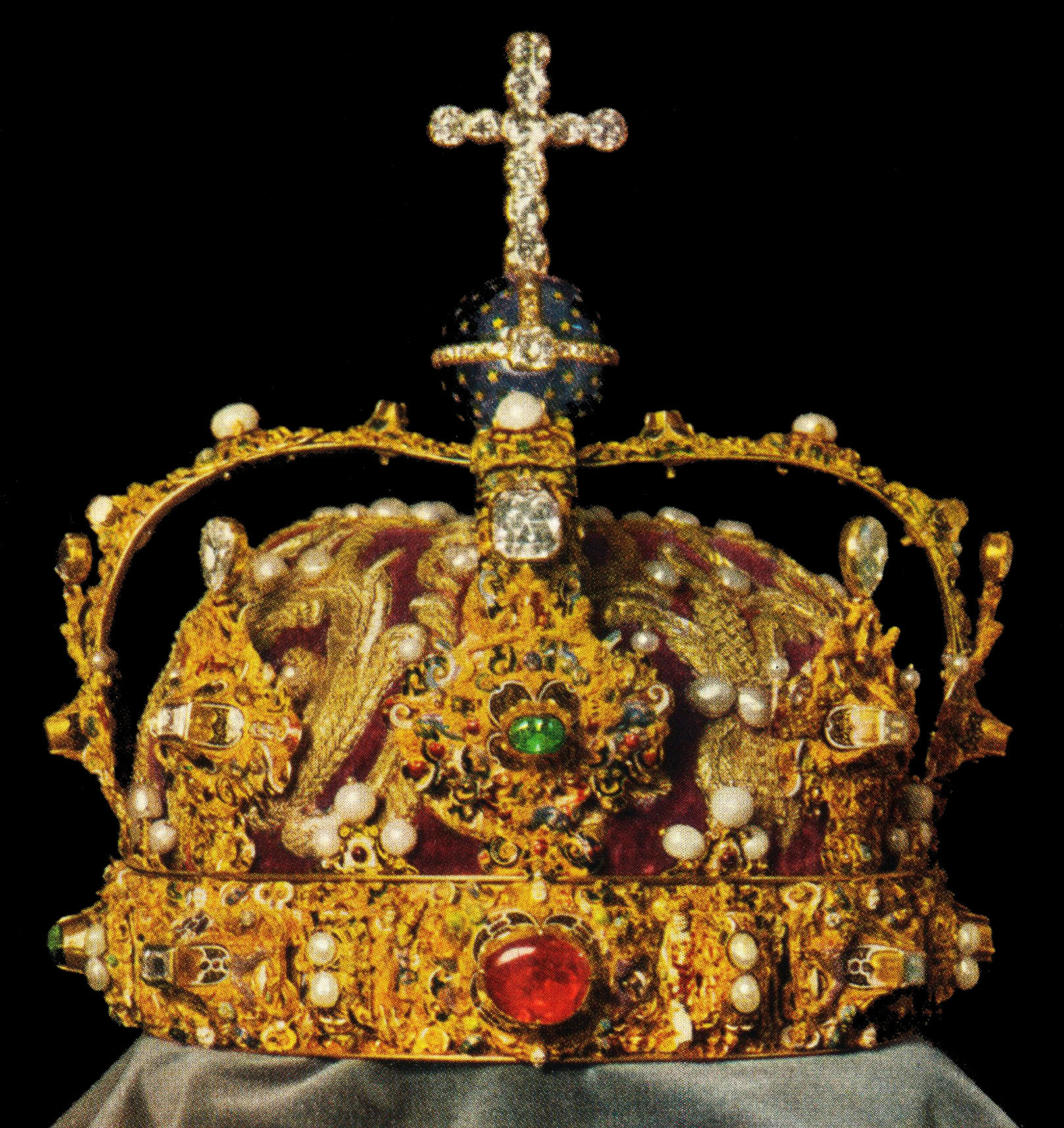
Корона короля Швеції

1363 р. короля Магнуса Ерікссона було скинутий із престолу шляхтою. На його місце шляхта обрала Альбрехта Мекленбурзького (1363-1389), щоб правити від його імені на власний розсуд. Час правління Альбрехта збігається з періодом найбільшого занепаду в Швеції королівської влади. Зрештою шведські вельможі скинули і Альбрехта. В цей час останньою представницею стародавніх королівських династій трьох північних країн: Данії, Норвегії та Швеції, згаслих по чоловічих лініях майже одночасно, була данська королева Маргрета І.   
У 1389 році королева Маргарита викликала до Норвегії Поморського князя Богуслава, що був її родичем з династії Грифінів. Тут на вимогу королеви Богуслав змінив ім'я на Ерік. 8 вересня 1389 року його було оголошено королем Норвегії. 1396 року, після остаточного зречення Альбрехта Мекленбурзького, він став королем Данії та Швеції.
17 червня 1397 року Еріка (Богуслава) було короновано як короля трьох держав. Це відбулося у шведському місті Кальмар. При цьому було підписано об'єднання Данії, Норвегії та Швеції в Кальмарську унію. Водночас Маргарита І продовжувала фактично правити цими країнами до своєї смерті у 1412 році.
З цього об'єднання починається існування цих трьох королівств в рамках єдиної Кальмарской унії (1389-1523).
Коронації шведських монархів відбувались у різних містах протягом 13-14 століть. Традиційним місцем коронації більшості шведських королів з середини 15 століття став Катедральний собор Уппсали, згодом замінений на Стокгольмським катедральний собором. За винятком коронації Густава IV Адольфа та його дружини, які були короновані в місті Норрчепінг в 1800 р.
До введення в Швеції спадкової монархії та чіткого порядку престолонаслідування, обряд коронації засвідчував легітимність та права на владу новообраного монарха.
Останнім коронованим шведським королем став Оскар II, який разом зі своєю дружиною Софією був коронований у 1873 р. Шведська конституція не містить жодної вимоги необхідності або заборони на коронацію. Тим не менше, жоден король Швеції не проводив коронацію, починаючи з 1907 року.

## Церемонія
Коронація шведських монархів у XIX столітті відбувалась наступним чином.
Король і королева вирушали з королівського палацу до Собору окремими процесіями. У головного входу короля зустрічав архієпископ Уппсальський, найвищий прелат шведської церкви, разом з іншими єпископами. Архієпископ вітав короля: "Благословен той, хто йде в Ім'я Господнє", тоді як єпископ Скари промовляв молитву про те, щоб король міг бути наділений благодаттю добре керувати своїм народом. Потім архієпископ та єпископи проводжали короля на його місце з правого боку хору, з королівським штандаром праворуч і прапором Ордену Серафимів зліва.

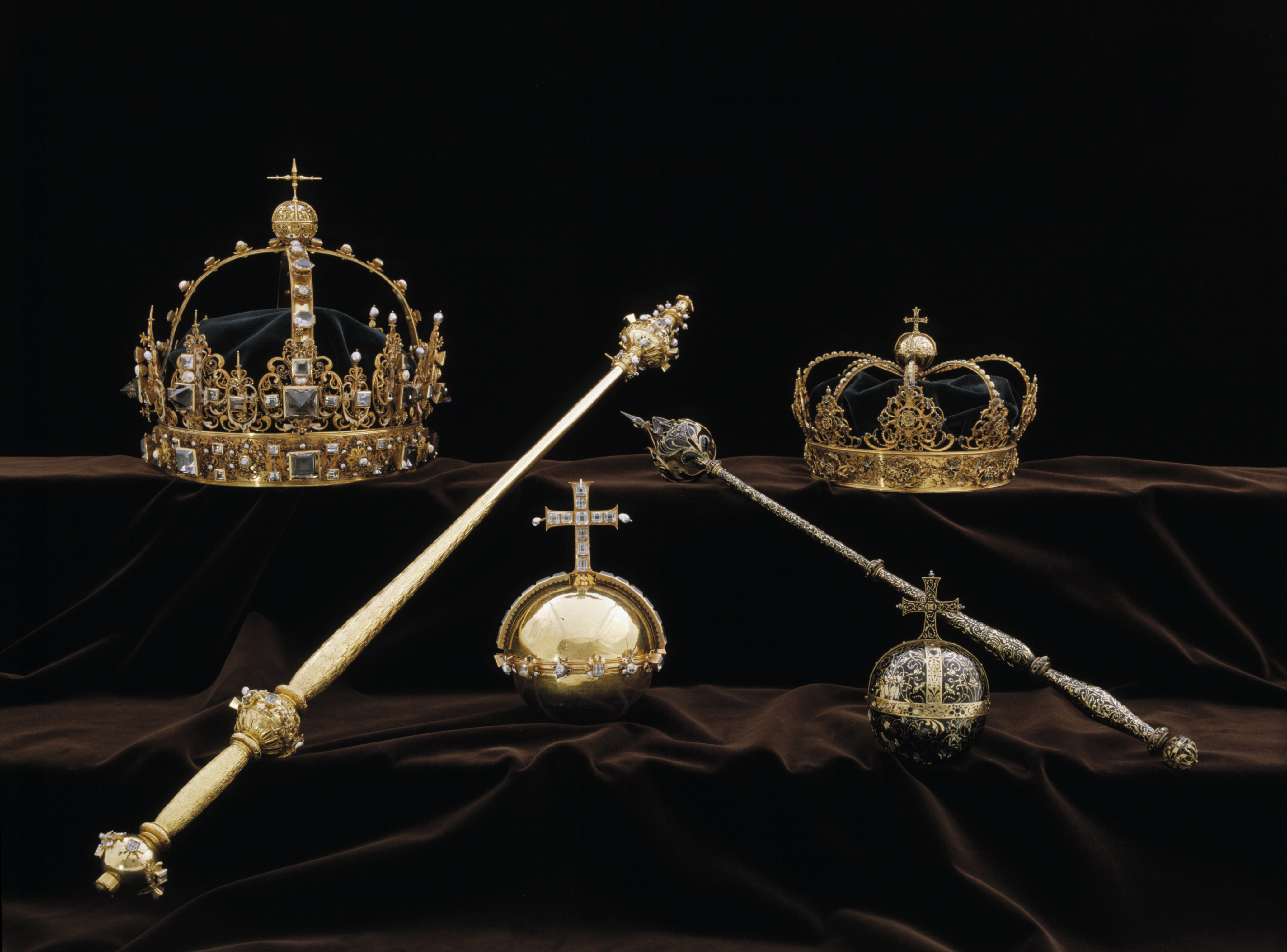
Шведські королівські клейноди

Тоді єпископ Стренгняса та решта єпископів чекали наближення королеви. Коли вона приїхала, єпископ Стренгнясу вітав її: "Благословенна та, що приходить в Ім'я Господнє", тоді як єпископ Хернесанда вимовляв молитву, фактично ідентичну молитві, яку раніше говорили про короля. Потім єпископ Стренгнясу та інші єпископи проводжали королеву до її місця з лівого боку хору, де король і королева обидва ставали на коліна на кілька хвилин приватної молитви, поки королівські клейноди відкладались на вівтар.
Архієпископ розпочав службу співом: "Святий, святий, святий, Господи Боже Саваон", та починалась урочисте святкове Богослужіння. Потім єпископ Скари читав Символ Віри перед вівтарем і заспівав гімн "Прийди, Дух Святий, прийди". Виконувалась Літанія, а потім гімни, під час яких король йшов на свій трон на помості перед вівтарем, королівський штандарт носився праворуч, а прапор Ордена Серафимів - ліворуч. Після цього подавались клейноди. Мантія спадкового принца знімалась та розміщувалась на вівтарі, а король, що стояв на колінах, одягався у Королівську мантію державним міністром, поки архієпископ читав перший розділ Євангелія від св. Івана. Міністр юстиції читав королю присягу, яку він складав, покладаючи три пальці на Біблію.
Після цього архієпископ помазував святим миром короля на лобі, грудях, скронях і зап'ястях, промовляючи: 
"Всемогутній вічний Бог виливає Свого Святого Духа у вашу душу і розум, плани і починання, завдяки чиєму дару ви можете так правити землею і державою, щоб творити на честь і славу Бога, підтримувати законність і справедливість і бути на благо землі і людей".
Потім король піднімався і займав своє місце на престолі, де архієпископ і міністр юстиції спільно коронували його, архієпископ молився підготовленою молитвою про те, щоб правління могло бути добрим і процвітаючим. Потім королю давали скіпетр архієпископом та міністром закордонних справ, в той час як кулю  йому давав графо Гамільтон. Потім головний генерал Нордіна передав королю ключ, а архієпископ читав відповідну молитву. Також королю передавали коронаційний меч, коли архієпископ промовляв молитву про те, щоб король міг використовувати свою силу добре і справедливо. Архієпископ повертався до вівтаря.
Король залишався сидіти на своєму троні в короні зі скіпетром у правій руці та кулею - у лівій, а Державний Геральд, що стояв за престолом, проголошував:
"Тепер (ім'я) короновано королем над землями шведів, ґотів та венедів. Він і жоден інший.
Потім виконувався спеціальний гімн, після чого Архієпископ промовляв молитву і давав королю своє благословення.
Коли прозвучав другий гімн, королева залишала своє місце в хорі і йшла до свого трону на помості перед вівтарем. Вона ставала на коліна, її вдягали в її Королівську мантію, помазували святим миров архієпископом на лобі та зап'ястях і коронована архієпископом. Посідаючи своє місце на своєму престолі, королеві давали їй жезл і кулю. Архієпископ, використовуючи форми використовувані для короля, але належним чином пристосовані для королеви проголошував необхідні молитви. Тоді Державний Геральд, стоячи за її престолом, проголошував її королевою, а хор співав "Процвітання королеви", а потім співав спеціальний гімн. Далі архієпископ виголошував молитву, подібну до тієї, яку він казав для короля, і дав королеві своє благословення.
Після всіх необхідних вшанувань і привітань процесія виходила з собору під час співу гімну: "Дякуємо за все, Боже наш."
- Сучасна церемонія.

Після коронації Оскара II у 1873 р. всі наступні королі Швеції не були короновані, хоча закону чи конституційного положення, що перешкоджає коронації, не існує.
Нинішній монарх Карл XVI Густав просто прийняв королівське зобов'язання (швед. Konungaförsäkran) під час засідання кабінету міністрів, а потім був проставлений на престолі в тронному залі Королівського палацу в Стокгольмі 19 вересня 1973 р.
Королівські клейноди та корона Швеції були виставлені на подушках праворуч і ліворуч від королівського трону, але королю так і не були передані. Карл Густав виступив з інавгураційною промовою, яка складалась з основних пунктів його зобов'язання, як монарха.

## Короновані монархи Швеції
| Титул    | Ім'я                                                 | Дата коронації    | Місце коронації               | Коронування здійснив                                |
| -------- | ---------------------------------------------------- | ----------------- | ----------------------------- | --------------------------------------------------- |
| Король   | Сверкер II                                           | 1200              | Лінчепінг                     | Олов Ламбатунгаа Архієпископ Уппсальський           |
| Король   | Ерік X                                               | листопад 1210     | Уппсала                       | Валерій Архієпископ Уппсальський                    |
| Король   | Юган I Сверкерсон                                    | 7 серпня 1219     | Лінчепінг                     | Олов Басатомер Архієпископ Уппсальський             |
| Король   | Ерік XI Еріксон                                      | 31 липня 1224     | Стренгнес                     | Ярлерій Архієпископ Уппсальський                    |
| Король   | Вальдемар I                                          | 1251              | Лінчепінг                     | Ярлерій Архієпископ Уппсальський                    |
| Король   | Магнус III                                           | 24 травня 1276    | Кафедральний собор, Уппсала   | Фольке Йогансон Архієпископ Уппсальський            |
| Королева | Ґельвіг Ґольштейнська                                | 29 червня 1281    | Кафедральний собор, Уппсала   | Фольке Йогансон Архієпископ Уппсальський            |
| Король   | Біргер Магнусон                                      | 2 грудня 1302     | Седерчепінг                   | Нільс Алесон Архієпископ Уппсальський               |
| Королева | Маргарета Данська                                    | 2 грудня 1302     | Седерчепінг                   | Нільс Алесон Архієпископ Уппсальський               |
| Король   | Магнус IV                                            | 21 липня 1336     | Кафедральний собор, Стокгольм | Петрус Філіпсон Архієпископ Уппсальський            |
| Королева | Бланка Намюрська                                     | 21 липня 1336     | Кафедральний собор, Стокгольм | Петрус Філіпсон Архієпископ Уппсальський            |
| Король   | Альбрехт Мекленбурзький                              | 18 лютого 1364    | Кафедральний собор, Уппсала   | Петрус Торкільсон arcibiskup uppsalský              |
| Король   | Ерік XIII (також король Данії і Норвегії)            | 17 червня 1397    | Кальмар                       |                                                     |
| Король   | Хрістофер Баварський (також король Данії і Норвегії) | 14 вересня 1441   | Кафедральний собор, Уппсала   | Ніколаус Рагвальді Архієпископ Уппсальський         |
| Король   | Карл VIII Кнутсон                                    | 29 червня 1448    | Кафедральний собор, Уппсала   | Ніколаус Рагвальді Архієпископ Уппсальський         |
| Король   | Кристіан I (також король Данії і Норвегії)           | 29 червня 1457    | Кафедральний собор, Уппсала   | Йонс Бенгтсон Оксеншерна Архієпископ Уппсальський   |
| Королева | Доротея Браніборзька                                 | 29 червня 1457    | Кафедральний собор, Уппсала   | Йонс Бенгтсон Оксеншерна Архієпископ Уппсальський   |
| Король   | Юган II (також король Данії і Норвегії)              | 4 лютого 1499     | Кафедральний собор, Уппсала   | Якоб Ульвсон Архієпископ Уппсальський               |
| Королева | Христина Саксонська                                  | 4 лютого 1499     | Кафедральний собор, Уппсала   | Якоб Ульвсон Архієпископ Уппсальський               |
| Король   | Кристіан II (також король Данії і Норвегії)          | 4 листопада 1520  | Кафедральний собор, Уппсала   | Густав Тролле Архієпископ Уппсальський              |
| Король   | Густав I Ваза                                        | 6 червня 1523     | Кафедральний собор, Уппсала   | Йоганес Магнус Архієпископ Уппсальський             |
| Королева | Маргарита Лейонгувуд                                 | 2 жовтня 1536     | Кафедральний собор, Уппсала   | Йоганес Магнус Архієпископ Уппсальський             |
| Королева | Катерина Стенбок                                     | 23 серпня 1552    | Кафедральний собор, Уппсала   | Олаус Магнус Архієпископ Уппсальський               |
| Король   | Ерік XIV                                             | 29 червень 1561   | Кафедральний собор, Уппсала   | Лаурентіус Петрі Архієпископ Уппсальський           |
| Король   | Юган III                                             | 10 липня 1569     | Кафедральний собор, Уппсала   | Лаурентіус Петрі Архієпископ Уппсальський           |
| Королева | Катерина Ягеллонка                                   | 10 липня 1569     | Кафедральний собор, Уппсала   | Лаурентіус Петрі Архієпископ Уппсальський           |
| Королева | Гунілла Юганссдоттер                                 | 22 лютого 1585    | Катедральний собор, Вестерос  | Андреас Лаурентій Бйорнрам Архієпископ Уппсальський |
| Король   | Сигізмунд III Ваза                                   | 19 лютого 1594    | Кафедральний собор, Уппсала   | Абрагам Ангерманус Архієпископ Уппсальський         |
| Королева | Анна Габсбург                                        | 19 лютого 1594    | Кафедральний собор, Уппсала   | Абрагам Ангерманус Архієпископ Уппсальський         |
| Король   | Карл IX                                              | 15 березня 1607   | Кафедральний собор, Уппсала   | Олаус Мартіні Архієпископ Уппсальський              |
| Королева | Крістіна Шлезвіг-Гольштейн-Готторпська               | 15 березня 1607   | Кафедральний собор, Уппсала   | Олаус Мартіні Архієпископ Уппсальський              |
| Король   | Густав II Адольф                                     | 12 жовтня 1617    | Кафедральний собор, Уппсала   | Петрус Кенісіус Архієпископ Уппсальський            |
| Королева | Марія Елеонора Браніборська                          | 28 листопада 1620 | Кафедральний собор, Стокгольм | Петрус Кенісіус Архієпископ Уппсальський            |
| Король   | Карл XI                                              | 28 вересня 1675   | Кафедральний собор, Стокгольм | Лаврентіус Стігзеліус Архієпископ Уппсальський      |
| Королева | Ульріка Елеонора Данська                             | 25 листопада 1680 | Кафедральний собор, Стокгольм | Олов Свебіліус Архієпископ Уппсальський             |
| Король   | Карл XII                                             | 14 грудня 1697    | Кафедральний собор, Стокгольм | Олов Свебіліус Архієпископ Уппсальський             |
| Королева | Ульріка Елеонора                                     | 17 березня 1719   | Кафедральний собор, Уппсала   | Матіас Стеукіус Архієпископ Уппсальський            |
| Король   | Фредерік I                                           | 3 травня 1720     | Кафедральний собор, Стокгольм | Матіас Стеукіус Архієпископ Уппсальський            |
| Король   | Адольф Фредерік                                      | 26 листопада 1751 | Кафедральний собор, Стокгольм | Генрік Берзеліус Архієпископ Уппсальський           |
| Королева | Луїза Ульріка                                        | 26 листопада 1751 | Кафедральний собор, Стокгольм | Генрік Берзеліус Архієпископ Уппсальський           |
| Король   | Густав III                                           | 29 травня 1772    | Кафедральний собор, Стокгольм | Магнус Бероніус Архієпископ Уппсальський            |
| Королева | Софія Магдалена                                      | 29 травня 1772    | Кафедральний собор, Стокгольм | Магнус Бероніус Архієпископ Уппсальський            |
| Король   | Густав IV Адольф                                     | 3 квітня 1800     | Костел Св. Олафа, Норрчепінг  | Уно фон Тройл Архієпископ Уппсальський              |
| Королева | Фредеріка Баденська                                  | 3 квітня 1800     | Костел Св. Олафа, Норрчепінг  | Уно фон Тройл Архієпископ Уппсальський              |
| Король   | Карл XIV Юхан                                        | 11 травня 1818    | Кафедральний собор, Стокгольм | Якоб Акселсон Ліндблом Архієпископ Уппсальський     |
| Королева | Дезіре Кларі                                         | 21 серпня 1829    | Кафедральний собор, Стокгольм | Карл фон Розенштейн Архієпископ Уппсальський        |
| Король   | Оскар I                                              | 29 вересня 1844   | Кафедральний собор, Стокгольм | Карл Фредрік Вінгард Архієпископ Уппсальський       |
| Королева | Жозефіна Лейхтенберзька                              | 29 вересня 1844   | Кафедральний собор, Стокгольм | Карл Фредрік Вінгард Архієпископ Уппсальський       |
| Король   | Карл XV                                              | 3 травня 1860     | Кафедральний собор, Стокгольм | Генрих Рейтердахл Архієпископ Уппсальський          |
| Королева | Луїза Нідерландська                                  | 3 травня 1860     | Кафедральний собор, Стокгольм | Генрих Рейтердахл Архієпископ Уппсальський          |
| Король   | Оскар II                                             | 12 травня 1873    | Кафедральний собор, Стокгольм | Антон Ніколас Сундберг Архієпископ Уппсальський     |
| Королева | Софія Нассауська                                     | 12 травня 1873    | Кафедральний собор, Стокгольм | Антон Ніколас Сундберг Архієпископ Уппсальський     |